# عدد أسطر الشيفرة
عدد أسطر الشيفرة (أو عدد أسطر الكود) هو أحد المقاييس البرمجية المستخدمة لقياس حجم برنامج ما، وذلك عن طريق عدّ أسطر كود ذلك البرنامج. يستخدم هذا المقياس عادةً للتنبؤ بحجم المجهود المطلوب لتطوير برنامج ما، بالإضافة إلى تقدير الإنتاجية البرمجية وقابلية صيانة البرنامج وتعديله بعد إصداره.